# Cesare d'Arbes
Cesare D'Arbes, né à Venise vers 1710 et mort le 24 février 1778 dans cette même ville, est un acteur de théâtre italien, spécialisé dans le rôle de Pantalon, rôle qui fait sa grande notoriété.
En 1745, il entre dans la compagnie de Girolamo Medebach à Livourne ; à Pise, il rencontre Carlo Goldoni et lui commande la comédie Tonin bella grazia, qui se révèle être un échec.
La collaboration avec Goldoni se poursuit cependant avec des performances notables dans L'uomo prudente (it) et I due gemelli veneziani. En 1749, il s'installe à Dresde où il joue dans Zoroastre de Rameau, adapté par Casanova. En 1769, il revient au pays pour intégrer la compagnie de Giuseppe Lapy (it). En 1776, il rejoint la compagnie de Carlo Battaglia (it) au Teatro San Giovanni Grisostomo, où il finit sa carrière, remplacé par Collalto.